# Allan Brooks

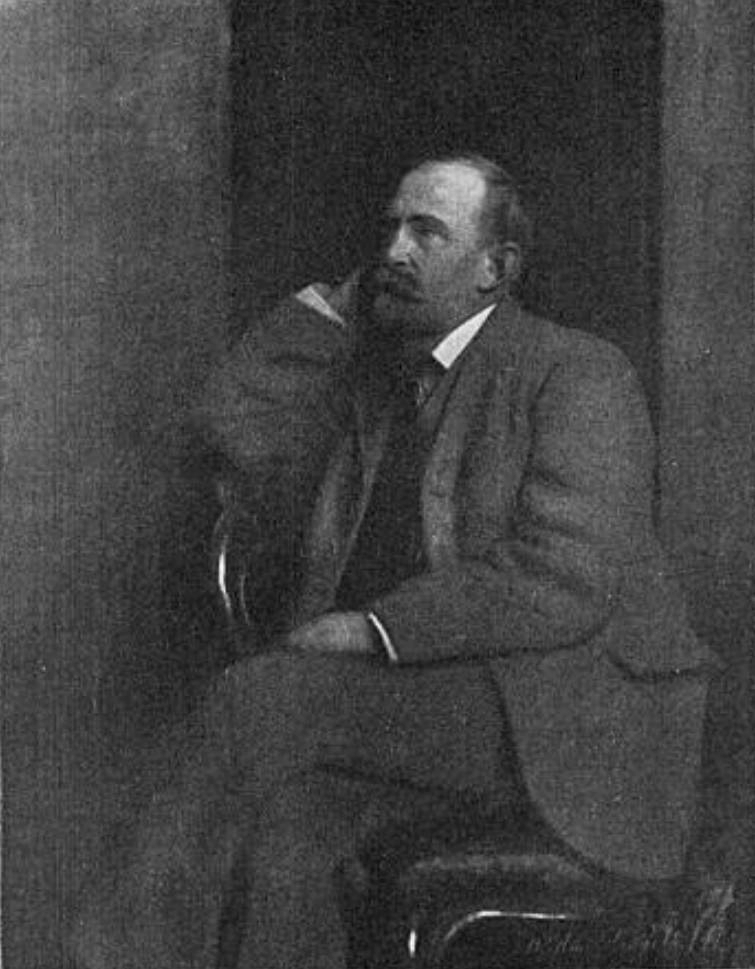
Allan Brooks em 1913.

Allan Cyril Brooks (Etawah, Índia, 15 de fevereiro de 1869 - 3 de janeiro de 1946) foi um ornitólogo e artista de pássaros indiano-canadense. Seu pai, William Edwin Brooks, era um ornitólogo renomado na Índia, mas Allan cresceu numa casa na zona rural no Canadá. Seu estilo de pintura era mais impressionista, com maior ênfase no habitat do que nos detalhes finos da plumagem. Após a morte do artista Louis Agassiz Fuertes em um acidente de viação, Allan Brooks foi contratado para completar as imagens para o "Birds of Massachusetts".